# كاري ماير
كاري ماير (بالإنجليزية: Carrie Meyer)‏ هي لاعب كرة مضرب أمريكية، ولدت في 22 أغسطس 1955 في إنديانابوليس في الولايات المتحدة.

## وصلات خارجية
- كاري ماير على موقع رابطة محترفات التنس (الإنجليزية)
- كاري ماير على موقع الاتحاد الدولي لكرة المضرب (الإنجليزية)
- كاري ماير على موقع خلاصة التنس.كوم (الإنجليزية)